# Migaloo
Migaloo (Groot Barrièrerif, ca. 1986) is een mannelijke albino bultrugwalvis, met een leefgebied dat reikt van de Zuidelijke Oceaan tot Antarctica.
Met zijn unieke verschijning staat hij symbool voor de oceaan-verbinding tussen Antarctica en de tropen, twee extreme voor klimaatverandering gevoelige milieus.

## Beschrijving

### Naam
Migaloo is een inheemse naam, die "witte kerel" betekent, een woord gebruikt door de aborigines in het Australische Queensland, vanwege hun band met witte of albino dieren die op aarde zijn om gerespecteerd en vereerd te worden. De unieke kleur van Migaloo zou volgens de aborigines het bewijs zijn dat alle vormen van leven gerespecteerd moeten worden, zelfs als zij er anders uitzien dan normaal.

### Eigenschappen
Migaloo is een mannetjesbultrug, hetgeen vastgesteld is op basis van zijn walvisgezang en onderzochte huidmonsters.
Migaloo is albino, hoewel wetenschappers aanvankelijk twijfelden of de geheel witte bultrug albinisme had, want hij heeft bruine in plaats van rode of roze ogen, wat karakteristiek is voor albino's. Aanvankelijk werd gedacht dat hij hierom uniek was in de wereld tot in 2011 een kleine handvol andere witte bultruggen ontdekt werd.
Het dier is behalve aan zijn geheel witte gestalte met bruine ogen herkenbaar aan zijn karakteristieke vinnen: hij heeft een gerafelde staartvinrand en een hoekvormige rugvin.

### Leefgebied
Migaloo is gespot in de oceaan aan de kusten van Australië en Nieuw-Zeeland, maar leeft vermoedelijk in een veel wijdere omgeving van met name de Zuidelijke Oceaan: hij migreert jaarlijks in de periode van juni tot november van de Groot Barrièrerif naar de wateren van Antarctica om zich met krill te voeden.
Waar hij precies te vinden is, hangt echter van meerdere factoren af. Hij kan in afwijkende periodes migreren of ervoor kiezen een keer helemaal niet te migreren en in de Zuidelijke Oceaan te verblijven. Voorts kan zijn gedrag beïnvloed worden door sociale factoren, zoals interactie met andere walvissen; biologische factoren, zoals de behoefte om noordwaarts te gaan voor paring; en milieukundige factoren, zoals stromingen en watertemperaturen.

## Levensloop
Migaloo is vermoedelijk rond het jaar 1986 geboren. Hij werd op 28 juni 1991 bij Byron Bay in Australië voor het eerst door de mens gespot. Nadat hij in 1993 nogmaals was gespot, nu in de wateren van het Australische Hervey Bay, kreeg hij zijn inheemse naam.
In 1998 werd definitief bevestigd dat Migaloo een mannetje was: voor het eerst werd zijn gezang, wat alleen mannelijke bultruggen doen, geregistreerd. De bevinding werd verder onderbouwd op basis van huidmonsters die in 2004 door onderzoekers van de Southern Cross University geanalyseerd waren.
Migaloo is tijdens migraties gespot met witte reisgenoten als Milo, een andere mannelijke bultrug, Bahloo, Willow en in 2011 met een bijna geheel wit kalf. Deze werd Migaloo jr. gedoopt, hoewel onbekend is of het familie van Migaloo is. Het feit dat Migaloo reisgenoten heeft, is vrij uitzonderlijk: bultruggen zijn solitaire dieren die normaal gesproken alleen migreren.
Terwijl Migaloo jaarlijks minstens enkele keren gespot werd, werd in 2015 door wetenschappers gewaarschuwd dat de kansen op spotting kleiner zouden worden naarmate het dier naar diepere wateren verder van de kust zou uitwijken. Toch groeide de publieke zorg, toen sinds 2020 langere tijd niks van Migaloo vernomen werd. Toen na bijna twee jaar zonder waarnemingen in de zomer van 2022 een albino bultrug aanspoelde op de kust van Australië, werd gevreesd dat het om Migaloo ging. Deze vrees bleek ongegrond, want het betrof een onvolgroeid vrouwtje.

## Relevantie

### Klimaatverandering
Migaloo is niet alleen maar een unieke attractie voor bultrugspotters, hij vertegenwoordigt ook de verbinding die walvissen in de oceanen maken tussen twee extreme milieus: Antarctica en de tropen, beide bijzonder kwetsbaar voor klimaatverandering. Met name stijgende temperaturen van het zeewater maken dat broedgebieden van walvissen te warm worden. Andere veranderingen in de oceanen, zoals in stromingen en voedselspreiding, kunnen tot gevolg hebben dat walvissen hun migratieroutes aanpassen.

### Bescherming
Alle bultrugwalvissen worden door de Australische wet beschermd. Maar Migaloo en andere walvissen die meer dan 90% wit zijn genieten extra bescherming: boten en vliegtuigen mogen deze dieren niet verder dan tot respectievelijk 500 en 610 meter benaderen, op straffe van een boete van rond de vijftienduizend dollar.

### Populaire cultuur
Het beroemde dier wordt niet verrassend vergeleken met Moby-Dick, de witte potvis uit de gelijknamige roman van Herman Melville.